# فيليبي بورخا
فيليبي بورخا (بالإسبانية: Felipe Borja)‏ هو سياسي مكسيكي، ولد في 23 أغسطس 1955 في المكسيك. حزبياً، نشط في الحزب الثوري المؤسساتي. وقد انتخب عضو مجلس النواب المكسيك.